# Rus, Maramureș
Rus (în maghiară Kékesoroszfalu) este un sat în comuna Dumbrăvița din județul Maramureș, Transilvania, România.

## Istoric
Prima atestare documentară: 1411 (Orozfalwa). .

## Etimologie
Etimologia numelui localității: Din supranumele Rusu(l) (< subst. rus, nume etnic). 

## Demografie
La recensământul din 2011, populația era de 647 locuitori. 

## Poziția geografică

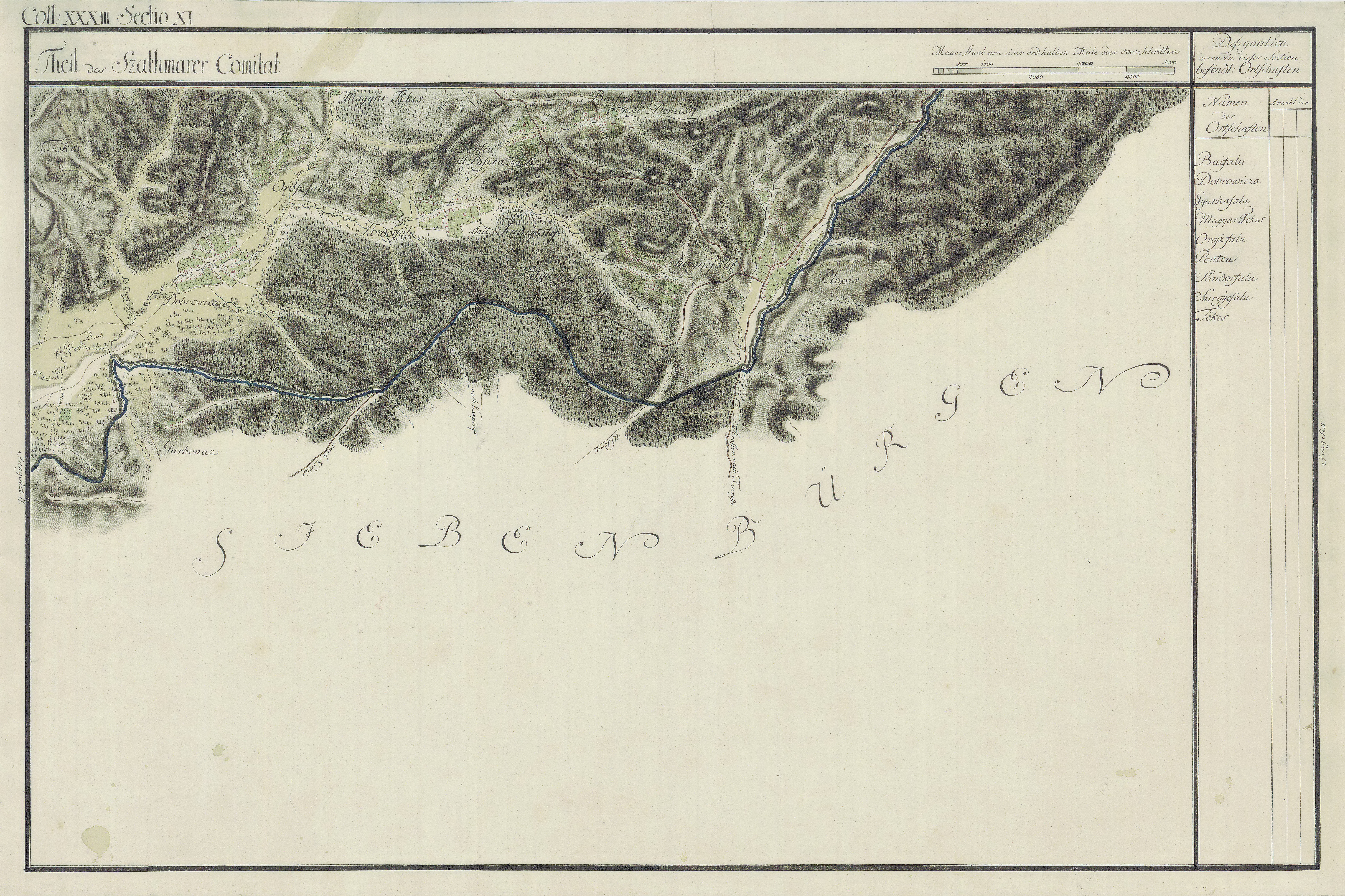
Rus în Harta Iosefină a Comitatului Sătmar, 1782-85

Satul Rus este așezat în zona de contact a Carpaților Orientali cu Dealurile de Vest, în cadrul ariei depresionare Baia Mare - Copalnic, Depresiunea Baia Mare.
Depresiunea Baia Mare este o unitate morfostructurală cu o întindere de aproximativ 900 km pătrați, având ca limite naturale: spre nord, munții vulcanici ai Masivului Gutâi, spre est Dealurile Cavnicului, spre sud, Depresiunea Copalnicului prin Colinele Curtuiușului, iar spre vest, Munții Codrului prin Piemontul Codrului.
Depresiunea Baia Mare are o altitudine medie de 200 de metri, fiind dominată de lunci și terase ale râurilor Lăpuș, Săsar, Someș. Relieful este așezat pe verticală. Există o fâșie înconjurătoare compusă din piemonturi, glacisuri, sau dealuri, apoi o zonă de câmp înaltă care înglobează terasele superioare și mijlocii ale râurilor și o zonă mai coborâtă cu lunci și terase inferioare ale râurilor.
Pe fundul depresiunii se găsește municipiul Baia Mare, reședința județului Maramureș, reprezentat prin albia majoră și terasele joase ale râului principal (Săsar).
Bazinul Rus - Șișești (bazinul superior al Ciei) din cadrul Depresiunii Baia Mare se desfășoară la sud de Piemontul Negreii, are aspect colinar și tranzitoriu față de Depresiunea Copalnic. De asemenea, peisajul este deosebit de atractiv din punct de vedere turistic, în acest perimetru aflându-se și importante obiective cu valențe turistice. Pe văile principale (Someș, Lăpuș și Săsar) lunca are o desfășurare largă, având adesea 2 trepte, existând și un număr de circa 5-6 terase.

### Clima
Temperatura medie anuală este de 8-9 grade Celsius, cea a lunii ianuarie de -2 grade Celsius, iar a lunii iulie de 18-20 grade Celsius. Precipitațiile medii anuale sunt cuprinse între 700-800 mm.

### Hidrografia
Satul Rus este traversat de râul Chechiș, din aria depresionară a Lăpușului. Hidrografic, bazinetul Rus – Șișești tinde de Baia Mare, dar ca relief el se apropie mai mult de Copalnic, fiid atașat acesteia printr-o captare.

### Solurile
Substratul petrografic îl constituie rocile sedimentare, vegetația de tip Quarcineae și Fagaceae favorizând formarea solurilor brune, cu diferite grade de podzolire, slabe din punct de vedere al fertilității.
În luna februarie 2007, în satul Rus, alunecarea pământului, ca urmare a ploilor abundente, a distrus 3 ha de culturi pomicole și terenuri agricole.

### Vegetația
Vegetația specifică a Depresiunii Baia Mare este cea a pădurii de stejar. Până relativ recent (secolul XIX) existau mai multe păduri de stejar și gorun, dar care au fost supuse defrișărilor intense. Stratul ierbos este, în schimb, foarte bogat.

### Fauna
Din cauza restrângerii pădurilor de stejar ca urmare a defrișărilor, fauna acestui sat nu mai reprezintă o unitate tipică. Mai pot fi zărite vulpea, dihorul, iepurele de câmp, șoarecele de câmp, diferite păsări. Fauna acvatică este, de asemenea, săracă.

## Aspecte istorice
La Rus au existat cândva topitorii și spălătorii de aur, materialul fiind exploatat din Dealul Negreia, iar coborârea la Rus realizându-se pentru apa cu cădere potrivită. Acel loc purta denumirea de “Zgura”. Prin Rus și Șindrești a trecut cândva o linie ferată care transporta minereu de la Târgu Lăpuș la Baia Mare, dar pe la 1930-1931 linia a fost desființată.
Există foarte puține date despre istoria veacurilor trecute ale satului Rus. Din 1517 se păstrează un document privind delimitarea hotarelor și proprietăților orașului. În acel document se spune că juzii și jurații din localitățile Tăuții de Sus, Chechiș, Dumbrăvița și Rus mărturisesc că hotarul între posesiunile orașului Baia Mare și localitatea Mocira este râul Ralzaș. Mai știm că satul Rus a aparținut fiscului. Dintr-un alt document aflăm că în 1620 existau în Rus o familie de libertini, 14 familii de iobagi și 6 familii de iobagi fugiți, mărturie a vieții chinuite a țăranului român de odinioară. Între 1812-1820 a fost o perioadă de foamete, în 1872 o epidemie de holeră care a secerat viețile unor oameni, iar în 1893-1894 a făcut ravagii tifosul. În primul război mondial (între 1914-1918) au murit pe front 16 persoane din Rus.
Perioada interbelică este una de calm relativ și de prosperitate economică. Rusenii sunt descriși ca fiind oameni muncitori, cu credință în Dumnezeu, în mare măsură greco-catolici potrivit mărturisirilor celor care au trăit în acele vremuri. În ceea ce privește ținuta, aceasta era formată din căciulă, gubă, cioareci- pantaloni de lână și opinci (iarna), iar vara pantaloni lungi, destul de largi, cămăși albe și pălărie. Femeile purtau pe cap maramă neagră, iar fetele de diverse culori, rochii de pânză și opinci. Casele rusenilor, clădite din bârne de lemn și acoperiș de șindrilă erau formate din câte trei odăi încăpătoare: una în care își duceau traiul zilnic, o altă cameră pentru oaspeți și tindă. Școala din sat a fost edificată în anul 1910, fiind inițial tot din lemn. Se pare că a folosit o vreme ca și casă parohială sau anexă a acesteia. Perioada interbelică este și o perioadă de avânt economic pentru satul Rus, aici existând deja pomenitele topitorii și spălătorii, precum și o linie ferată ce transporta minereu de la Târgu Lăpuș la Baia Mare. Rusenii au avut și un drapel minier foarte frumos și prețios care din păcate s-a pierdut. Perioada celui de-al doilea război mondial este și cea a instalării comunismului care i-a urmat este, probabil cea mai agitată din întreaga istorie a Rusului.

## Monumente
- Biserica greco-catolică (edificată în anul 1805)